# Tân Barga Tả
kỳ Tân Barga Tả (tiếng Mông Cổ: ᠰᠢᠨ᠎ᠡ ᠪᠠᠷᠭᠤ ᠵᠡᠭᠦᠨ ᠬᠣᠰᠢᠭᠤ Sin-e Barɣu Jegün qosiɣu, giản thể: 新巴尔虎左旗; phồn thể: 新巴爾虎左旗; bính âm: Xīn Bā'ěrhǔ Zuǒqí, Hán Việt: Tân Ba Nhĩ Hổ Tả kỳ) là một kỳ của địa cấp thị Hulunbuir (Hô Luân Bối Nhĩ), khu tự trị Nội Mông Cổ, Trung Quốc. Kỳ có biên giới với Mông Cổ ở phía nam.

## Hành chính

### Trấn
- A Mộc Cổ Lang (阿木古郎镇)
- Tha Cương (嵯岗镇)

### Tô mộc
- Ô Bố Nhĩ Bảo Lực Cách (乌布尔宝力格苏木)
- Cát Bố Hồ Lang Đồ (吉布胡郎图苏木)
- Mạc Đạt Mộc Cát (莫达木吉苏木)
- Cam Châu Nhĩ (甘珠尔苏木)
- Mạc Đạt Mộc Cát (莫达木吉苏木)
- Hãn Đạt Cái (罕达盖苏木)

## Khí hậu
| Dữ liệu khí hậu của Tân Barga Tả        | Dữ liệu khí hậu của Tân Barga Tả | Dữ liệu khí hậu của Tân Barga Tả | Dữ liệu khí hậu của Tân Barga Tả | Dữ liệu khí hậu của Tân Barga Tả | Dữ liệu khí hậu của Tân Barga Tả | Dữ liệu khí hậu của Tân Barga Tả | Dữ liệu khí hậu của Tân Barga Tả | Dữ liệu khí hậu của Tân Barga Tả | Dữ liệu khí hậu của Tân Barga Tả | Dữ liệu khí hậu của Tân Barga Tả | Dữ liệu khí hậu của Tân Barga Tả | Dữ liệu khí hậu của Tân Barga Tả | Dữ liệu khí hậu của Tân Barga Tả |
| Tháng                                   | 1                                | 2                                | 3                                | 4                                | 5                                | 6                                | 7                                | 8                                | 9                                | 10                               | 11                               | 12                               | Năm                              |
| --------------------------------------- | -------------------------------- | -------------------------------- | -------------------------------- | -------------------------------- | -------------------------------- | -------------------------------- | -------------------------------- | -------------------------------- | -------------------------------- | -------------------------------- | -------------------------------- | -------------------------------- | -------------------------------- |
| Cao kỉ lục °C (°F)                      | −0.9 (30.4)                      | 7.7 (45.9)                       | 19.8 (67.6)                      | 30.7 (87.3)                      | 36.2 (97.2)                      | 40.4 (104.7)                     | 40.9 (105.6)                     | 39.0 (102.2)                     | 33.8 (92.8)                      | 27.0 (80.6)                      | 13.2 (55.8)                      | 1.8 (35.2)                       | 40.9 (105.6)                     |
| Trung bình ngày tối đa °C (°F)          | −17.8 (0.0)                      | −12.2 (10.0)                     | −2.2 (28.0)                      | 10.5 (50.9)                      | 19.1 (66.4)                      | 25.5 (77.9)                      | 27.3 (81.1)                      | 25.6 (78.1)                      | 18.5 (65.3)                      | 8.9 (48.0)                       | −4.5 (23.9)                      | −14.7 (5.5)                      | 7.0 (44.6)                       |
| Trung bình ngày °C (°F)                 | −23.2 (−9.8)                     | −18.7 (−1.7)                     | −8.9 (16.0)                      | 3.6 (38.5)                       | 12.2 (54.0)                      | 19.0 (66.2)                      | 21.5 (70.7)                      | 19.4 (66.9)                      | 11.9 (53.4)                      | 2.1 (35.8)                       | −10.5 (13.1)                     | −19.8 (−3.6)                     | 0.7 (33.3)                       |
| Tối thiểu trung bình ngày °C (°F)       | −27.3 (−17.1)                    | −23.8 (−10.8)                    | −14.5 (5.9)                      | −2.6 (27.3)                      | 5.1 (41.2)                       | 12.4 (54.3)                      | 15.9 (60.6)                      | 13.8 (56.8)                      | 6.2 (43.2)                       | −3.1 (26.4)                      | −15.1 (4.8)                      | −23.9 (−11.0)                    | −4.7 (23.5)                      |
| Thấp kỉ lục °C (°F)                     | −40.8 (−41.4)                    | −39.3 (−38.7)                    | −31.0 (−23.8)                    | −22.8 (−9.0)                     | −7.5 (18.5)                      | 0.4 (32.7)                       | 5.7 (42.3)                       | 2.6 (36.7)                       | −5.8 (21.6)                      | −19.7 (−3.5)                     | −32.4 (−26.3)                    | −38.0 (−36.4)                    | −40.8 (−41.4)                    |
| Lượng Giáng thủy trung bình mm (inches) | 3.0 (0.12)                       | 2.5 (0.10)                       | 4.5 (0.18)                       | 11.2 (0.44)                      | 18.6 (0.73)                      | 41.6 (1.64)                      | 79.1 (3.11)                      | 65.2 (2.57)                      | 28.3 (1.11)                      | 10.0 (0.39)                      | 4.7 (0.19)                       | 5.5 (0.22)                       | 274.2 (10.8)                     |
| Độ ẩm tương đối trung bình (%)          | 78                               | 76                               | 64                               | 46                               | 41                               | 51                               | 62                               | 63                               | 58                               | 57                               | 69                               | 78                               | 62                               |
| Nguồn:                                  |                                  |                                  |                                  |                                  |                                  |                                  |                                  |                                  |                                  |                                  |                                  |                                  |                                  |